# Saison cyclonique 1988 dans l'océan Atlantique nord
La saison cyclonique 1988 dans l'océan Atlantique nord est une saison modérément active de cyclones tropicaux dans l'océan Atlantique qui a coûté plus de 7 milliards $US de dégâts. La saison a officiellement débutée le 1er juin 1988, et duré jusqu'au 30 novembre 1988, bien qu'une première dépression tropicale se soit développée dans les Caraïbes. Les dates de juin et novembre délimitent conventionnellement la formation des cyclones tropicaux formés dans le bassin atlantique. Le premier cyclone tropical du nom se nomme Alberto formé le 8 août, un mois plus tard que d'habitude. Le dernier cyclone du nom, la tempête tropicale Keith, est devenue extratropicale le 24 novembre.

## Noms des tempêtes 1988
| DT | 1       |
| TT | Alberto |
| TT | Beryl   |
| DT | 4       |

| DT | 5     |
| DT | 6     |
| TT | Chris |
| 1  | Debby |

| TT | Ernesto  |
| DT | 10       |
| TT | S/N      |
| 1  | Florence |

| 5  | Gilbert |
| 4  | Helene  |
| DT | 15      |
| TT | Isaac   |

| 4  | Joan  |
| DT | 18    |
| TT | Keith |

| DT | 1       |
| TT | Alberto |
| TT | Beryl   |
| DT | 4       |

| DT | 5     |
| DT | 6     |
| TT | Chris |
| 1  | Debby |

| TT | Ernesto  |
| DT | 10       |
| TT | S/N      |
| 1  | Florence |

| 5  | Gilbert |
| 4  | Helene  |
| DT | 15      |
| TT | Isaac   |

| 4  | Joan  |
| DT | 18    |
| TT | Keith |

## Cyclones tropicaux

### Dépression tropicale Une
La première dépression tropicale s'est formée le 30 mai au nord de la mer des Caraïbes. Le système se développe tandis qu'il se déplace vers le nord de Cuba. La dépression s'affaiblit le 2 juin tandis qu'elle se déplace vers le détroit de Floride.
La dépression et sa genèse tropicale ont provoqué de fortes crues à Cuba pendant une semaine atteignant 40,35 po (1025 mm). Les fortes pluies ont particulièrement affecté la province de Cienfuegos, en plus des provinces des provinces de Villa Clara, Sancti Spíritus, Ciego de Ávila et Camagüey. La dépression a également provoqué une tornade à Camagüey et détruit des avions et bâtiments. 

### Tempête tropicale Alberto
Le 4 août, une onde tropicale se développe au large des côtes de la Caroline du Sud, aux États-Unis. Une imagerie satellitaire indique la présence d'un système dépressionnaire ; ce système se forme, le 5 août, en dépression tropicale Deux, tandis qu'il est localisé à 210 kilomètres (130,49 mi) au sud-sud-ouest du cap Fear, en Caroline du Nord. La dépression, se dirigeant progressivement au nord-est, gagne le statut de cyclone tropical 24 heures après sa formation, tandis qu'elle est localisée à 220 kilomètres (136,7 mi) à l'est des côtes de Virginia Beach, en Virginie. Sous l'influence d'un faible système frontal en approche, la dépression accélère sa trajectoire au nord-est. Ce système frontal améliore la structure de la dépression ; cette dernière s'intensifie pour devenir la tempête tropicale Alberto, premier cyclone nommé de la saison, tandis qu'elle est localisée à 95 kilomètres (59,03 mi) à l'est de Nantucket, Massachusetts,. Ce n'est qu'à partir du 6 août que ce cyclone est considéré comme le second de la saison.

### Tempête tropicale Beryl
La troisième dépression de la saison s'est formée le 7 août depuis le sud-est de la Louisiane. Le système s'organise peu à peu lors de son déplacement vers le Mississippi. L'organisation convective assez développée, le National Hurricane Center (NHC) le nom en dépression tropicale Trois. Le 8 août, une alerte cyclonique est émise dans la Panhandle de Floride.

### Ouragan Gilbert
L’ouragan Gilbert est un cyclone tropical de catégorie 5 sur l'échelle de Saffir-Simpson formé dans l'Atlantique du 8 septembre au 19 septembre 1988.  Il affecta la Jamaïque, les îles Caïmans, le Mexique (île de Cozumel, péninsule du Yucatán, Tamaulipas, Nuevo León) et les États-Unis (Texas), occasionnant 341 décès et 5,5 milliards de dollars américains de dégâts.
Avec une pression de 888 hPa, la plus basse alors observée dans l'hémisphère nord, il était l'ouragan le plus intense de l'Atlantique avant d'être surpassé par Wilma en 2005. À cause du nombre de morts et des importants dégâts causés par cet ouragan, le nom Gilbert a été retiré des listes futures.

### Ouragan Joan
L’ouragan Joan était un ouragan de catégorie 4 sur l'échelle de Saffir-Simpson. Il a causé des inondations, plus de 200 morts et 2 milliards de dollars américains de dégâts. Il a été renommé tempête tropicale Miriam après sa traversée de l'Amérique centrale.